# Dendroaspis viridis
La mamba verde occidental o mamba verde de África occidental (Dendroaspis viridis) es una especie de serpiente de la familia Elapidae. Es una larga y delgada serpiente venenosa arbórea nativa de África occidental, que incluye Liberia y Costa de Marfil. Tiene grandes escamas contorneadas en negro, y alcanza los dos metros de longitud. Las escamas sobre su larga cola son de color amarillo y bordeadas en negro. Es principalmente diurna, pero puede estar activa de noche también. Su hábitat es la selva tropical. Sus presas naturales incluyen pájaros, lagartos y mamíferos. Dos especies estrechamente relacionadas con la mamba verde occidental son la mamba verde oriental (Dendroaspis angusticeps) y la mamba negra (Dendroaspis polylepis).

## Veneno

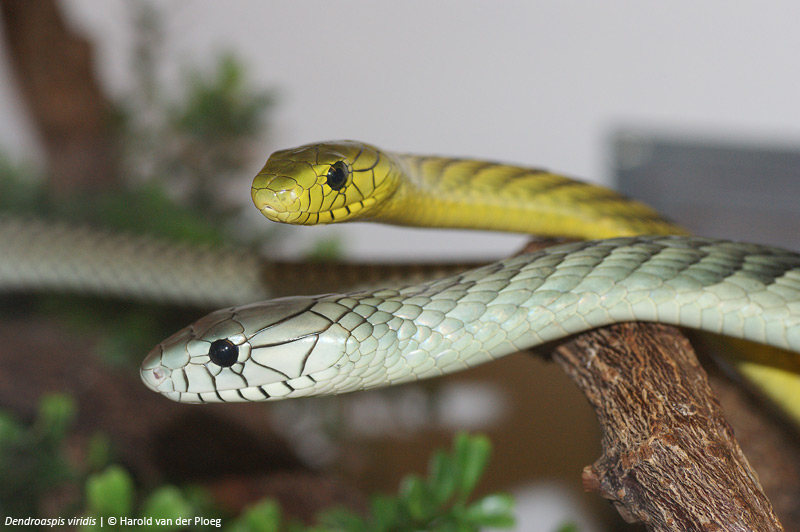
La imagen muestra dos Dendroaspis viridis, o mambas verdes. Una es de un verde vibrante y la otra es de un verde más claro. Ambas serpientes están enrolladas con las cabezas ligeramente levantadas, mostrando sus cuerpos esbeltos y escamas lisas.

El veneno de D. viridis es similar al de otros miembros del género Dendroaspis, pero difiere en la toxicidad y la composición de las toxinas. El veneno consiste principalmente en neurotoxinas presinápticas y postsinápticas, cardiotoxinas y fasciculinas. La toxicidad del veneno puede variar enormemente dependiendo de varios factores que incluyen la dieta, la ubicación geográfica, cambio dependiente de la edad y otros factores. La DL50 subcutánea e intravenosa para esta especie es de 0,79 mg / kg y 0,71 mg / kg, respectivamente (Christensen y Anderson (1967)). Un estudio determinó que la DL50 del veneno administrado a ratones por vía intraperitoneal (IP) fue de 0,33 mg / kg. En otra prueba con ratones a los que se les administró el veneno de la mamba verde occidental por vía intraperitoneal (IP), la DL50 fue de 0,045 mg / kg. Se ha informado de otra toxicidad experimental de DL50 IV de 0,5 mg / kg, con un rendimiento medio de veneno húmedo de 100 mg. Al igual que otras especies de mamba, el veneno de la mamba verde occidental se encuentra entre los venenos de serpientes de acción más rápida.
Las muertes humanas como resultado de las mordeduras de esta especie son raras debido al hecho de que esta especie no suele cruzarse con los humanos, pero se han producido mordeduras y la mayoría de las 
registradas han sido fatales. Las tres especies de mambas verdes, incluida la mamba verde occidental, tienen toxicidades de veneno que son similares y comparables a muchas especies de cobras, 
pero las mordeduras de mamba verde a menudo se presentan con síntomas más graves y potencialmente mortales en un período de tiempo más corto. Las tasas de mortalidad también son más altas entre las víctimas 
de mordeduras de mamba verde que entre las víctimas de mordeduras de cobra. [Cita requerida] Aunque las mordeduras de D. viridis no están bien documentadas y la tasa de mordeduras, envenenamiento y 
mortalidad no se conoce bien, parece que las mordeduras se atribuyen a esto. El envenenamiento es más severo que el ocasionado por las mordeduras de D. angusticeps (mamba verde oriental), pero mucho menos 
grave que las mordeduras por D. polylepis. Cuando muerde, los síntomas comienzan a manifestarse rápidamente, generalmente dentro de los primeros 15 minutos o menos. La 
extraordinaria velocidad con la que el veneno se propaga a través de los tejidos y produce manifestaciones rápidas de síntomas potencialmente mortales es exclusiva de las mambas. Los síntomas comunes de una 
mordedura de D. viridis incluyen dolor e hinchazón locales, aunque es poco común, la necrosis local puede ser moderada, ataxia, dolor de cabeza, somnolencia, dificultad para respirar, vértigo, hipotensión, diarrea, mareos y parálisis. Si no se tratan, los síntomas nuevos y más graves progresan rápidamente. Todos los síntomas empeoran y la víctima finalmente muere debido a la asfixia resultante de la parálisis de los músculos respiratorios. Las mordeduras con envenenamiento pueden ser rápidamente fatales, lo que puede acontecer en 30 minutos.